# Domenico Della Bella
Pour les articles homonymes, voir Della Bella.
Domenico Della Bella, plus connu sous le nom de Macaneus, né en 1438 à Maccagno et mort en 1520 à Turin, est un écrivain italien

## Biographie
Domenico Della Bella naquit à Maccagno, dans le Novarèse, en 1438. Cet écrivain a publié les Vies de Sextus Aurelius Victor, qui fuient imprimées pour la première fois à Turin en 1508. Les notes dont il enrichit le texte latin furent insérées dans les éditions postérieures, et ont été conservées dans celle d’Amsterdam, cum notis variorum. Domenico Della Bella eut pour précepteur le savant Cola Montano, de Milan, qui, ayant été l’auteur de la conspiration tramée contre le prince Galéas Marie Sforza, fut tué en 1476. Della Bella excellait dans la connaissance des langues anciennes, et acquit une réputation distinguée parmi les antiquaires. De Milan, où il était professeur de belles-lettres, il passa, vers le commencement du XVIe siècle, à la chaire d’éloquence des écoles publiques de Turin ; et nous trouvons dans un ouvrage sur la Gaule cisalpine, publié par Merula, que cet auteur, ayant assisté aux leçons publiques de Macanaeus, avait eu lieu d’admirer la profondeur de sa science dans l’explication qu’il faisait à ses élèves de l’Histoire naturelle de Pline. Les ducs de Savoie rendirent justice aux talents du professeur Macanaeus, en le nommant historiographe de la maison ducale. Honoré des bontés de ces souverains, il passa le reste de sa vie à rassembler les matériaux pour la compilation d’une histoire qu’il n’eut pas le temps d’achever. Il mourut à Turin en 1520.

## Œuvres
Outre les Vies de Sextus Aurelius Victor, il a publié :
- une description chorographique du lac Majeur sous ce titre : De lacu Verbano, Milan, Scinzenzeler, 1490, in-4° ; réimprimé par les soins de Lazzaro Agostino Cotta, ibid., Ghisolfi, 1699, in-4° de 96 pages, et dans le Thesaurus antiquitatum Italiæ, t. 9 ;
- Quæstiunculæ de busti cinere, de paganis, etc., Milan, 1490, à la suite de l’ouvrage précédent.

On a encore de lui plusieurs ouvrages inédits, qui se trouvent dans les bibliothèques d’Italie : une dissertation : De cancellariis, secretariis et scribis, eorumque vocabulis ; une autre intitulée Observationes ad Tranquillum et Valerium Maximum ; neuf Vies des princes de la maison de Savoie, pareillement en latin, outre différentes lettres sur des sujets de littérature, et un mémoire sur les antiquités allobroges, écrit en langue italienne. Dans les ouvrages qu’il a publiés, le professeur Macanaeus s’intitulait Publicus taurinensis orator, et morum musarumque professor. Sa célébrité a rendu sa famille illustre, et ses descendants ont occupé des places dans la magistrature et la diplomatie (voy. Sassi, Hist. typograph. Mediol., p. 325).